# Волтер Халдер
Волтер Едвин Халдер (чеш. Walter Edwin Halder; Торонто, 15. септембар 1925 − Торонто, 27. октобар 1994) био је канадски аматерски хокејаш на леду и олимпијац.
Као члан аматерске екипе Отава флајерса која је представљала репрезентацију Канаде на Зимским олимпијским играма 1948. у швајцарском Санкт Морицу освојио је златну олимпијску медаљу. На истом турниру Халдер је био и најбољи стрелац канадске репрезентације, али и најбољи играч целог олимпијског турнира са учинком од 29 индексних поена (21 погодак и 8 асистенција). 